# En la ciudad
Pour plus de détails, voir Fiche technique et Distribution.
En la ciudad est un film espagnol en catalan réalisé par Cesc Gay, sorti en 2003.

## Fiche technique
- Titre : En la ciudad
- Titre anglais : In the City
- Réalisation : Cesc Gay
- Scénario : Cesc Gay, Tomàs Aragay
- Photographie :
- Musique :
- Production :
- Société(s) de production : Canal+ España, ICIC, ICF
- Société(s) de distribution :
- Budget :
- Pays d’origine :  Espagne
- Langue : espagnol
- Lieux de tournage : Barcelone, Catalogne, Espagne
- Format : Couleurs
- Genre : Drame, romance
- Durée : 110 minutes
- Dates de sortie :
- Canada : 5 septembre 2003 au Festival international du film de Toronto
- Espagne :
  - 26 septembre 2003 au Festival international du film de Saint-Sébastien
  - 7 novembre 2003
- République tchèque : 4 juillet 2004
- Pays-Bas : 15 juillet 2004
- Belgique : 21 juillet 2004
- France : 1er octobre 2004 au Festival international du cinéma au féminin de Bordeaux
- Argentine : 13 janvier 2005
- Brésil : 25 novembre 2005
- Grèce : 20 avril 2006

## Distribution
- Mónica López (es) : Irène
- Eduard Fernández : Mario
- María Pujalte : Sofía
- Àlex Brendemühl : Tomás
- Vicenta N'Dongo (es) : Sara
- Chisco Amado (es) : Manu
- Miranda Makaroff : Ana
- Leonor Watling : Cristina
- Àurea Márquez : Silvia
- Jordi Sánchez[Lequel ?] : Andrés
- Carme Pla (es) : Eva
- Eric Bonicatto : Eric
- Pere Arquillué : Dani
- Daniela Romero : Marina
- Bruno Muñoz : Teo